# Россендейл
Боро Россендейла (англ. Borough of Rossendale), также известный как Долина Росскндейл, — район (англ. non-metropolitan district) и боро в церемониальном неметрополитенском графстве Ланкашир, Великобритания. Район расположен в юго-восточной части графства Ланкашир, на востоке граничит с графством Уэст-Йоркшир, на юге — с Большим Манчестером.
Население в 2011 году - 67 922. Население разбросано по крупным городам: Ротенстолл, Бейкуп и Хаслингден. Однако в районе есть много мальенких деревень.

## Политика

### Районный Совет
Боро Россендейла составляет территория Районного Совета Россендейла (анг. Rossendale Borough Council), который находится в Бейкупе. Район и был создан 1 апреля 1974 года актом парламента. Есть 14 избирательных округов, которые выбирают 35 членов совета. В Настоящее время совет под контролем Лейбористской партии.
В 2013 году Районный Совет Россендейла был раскритиковано из-за скандала с лицензией на такси.

### Парламентское Место
Россендейл также составляет половину британского парламентского места называется Россендейл и Дарвин. Место был создан в 1983 году Место представлено консервативным Джейком Берри с 2010 года. Россендейльский офис Депутата находится в центре Ротенстолла.  

Парламентское место Россендейла и Дарвина
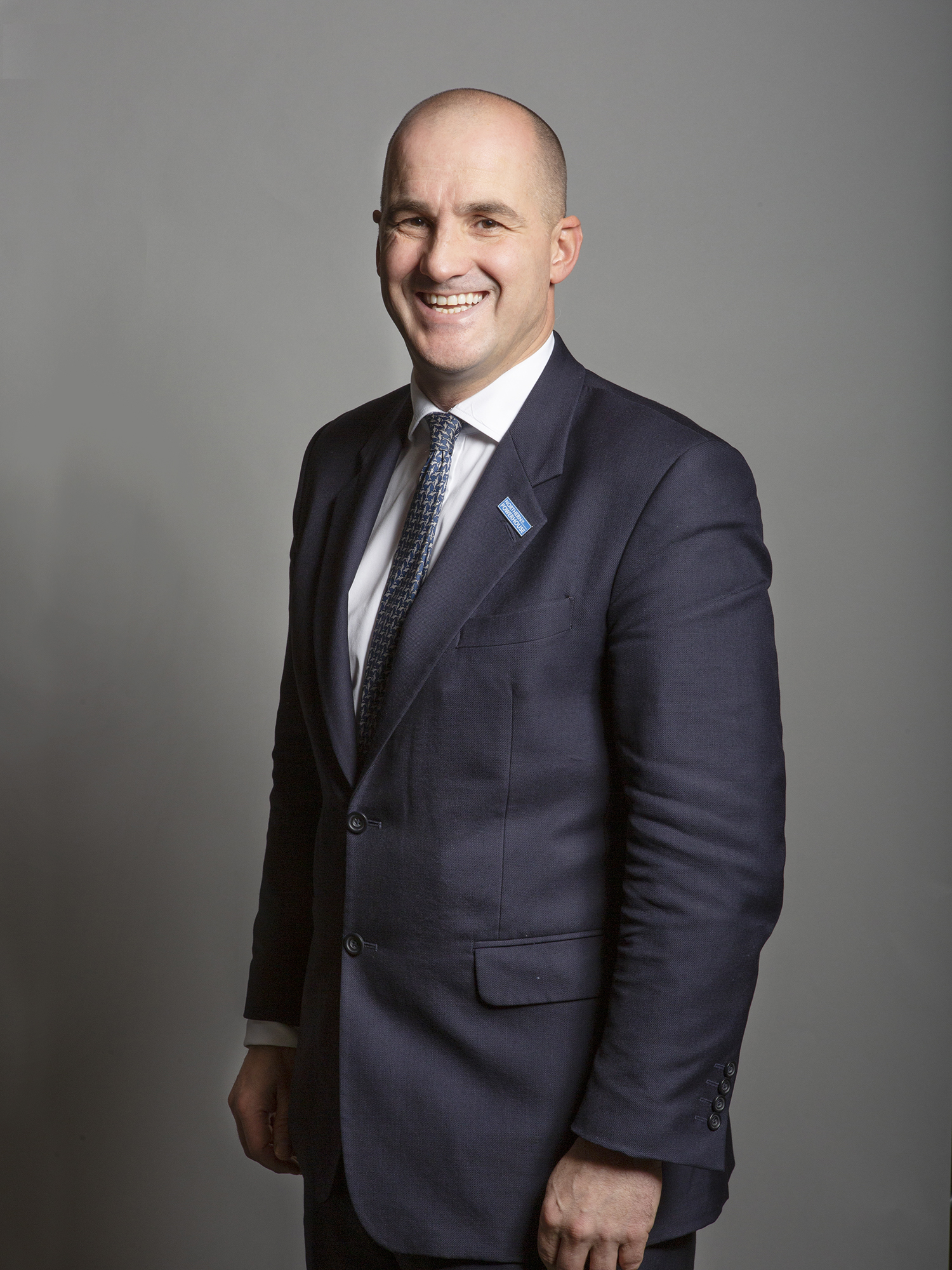
Депутат Россендейла Джейк Берри с 2010 года
Результаты выборов районного совета 2019 года. Красный: Лейбористская партия. Синий: Консервативная партия. Другие: Независимые кандидаты

## Населенные Пункты
Район Россендейла включает много пригородских городов и сельских деревень.
| Название                      | Население | Почтовый Индекс  | Фото | Примечания                                                  |
| ----------------------------- | --------- | ---------------- | ---- | ----------------------------------------------------------- |
| Ротенстолл (анг. Rawtenstall) | 22 000    | BB4 'ROSSENDALE' |      |                                                             |
| Хаслингден (анг. Haslingden)  | 15 900    | BB4 'ROSSENDALE' |      |                                                             |
| Бейкуп (анг. Bacup )          | 13 300    | OL13 'BACUP'     |      | Город - административный центр Районного Совета Россендейла |

### Деревни
В районе есть несколько сельских деревень: Кравшавбуть (анг. Crawshawbooth), Эдэнфиэлд (анг. Edenfield), Хэлмшор (анг. Helmshore), Британниа (анг. Britannia), Броадклуф (анг. Broadclough), Чаттертон (анг. Chatterton), Клуффолд (анг. Cloughfold), Ковпе (анг. Cowpe), Ирвелл Вайл (анг. Irwell Vale), Ливклуф (анг. Loveclough), Нэвчурч (анг. Newchurch), Шавфорть (анг. Shawforth), Стакстэдс (анг. Stacksteads), Стуббинс (анг. Stubbins), Терн (анг. Turn), и Вир (анг. Weir).

### Гражданский Приход
Район Россендейла есть также 1 гражданский приход (англ. Civil Parish) со своим городским советом: Уитуэрт (анг. Whitworth). Другие населенные пункты в районе не имеют свои городские советы.